# 8759 Porzana
8759 Porzana è un asteroide della fascia principale. Scoperto nel 1960, presenta un'orbita caratterizzata da un semiasse maggiore pari a 2,6664117 UA e da un'eccentricità di 0,1914681, inclinata di 13,74791° rispetto all'eclittica.